# Anapoma albicosta
Anapoma albicosta là một loài bướm đêm trong họ Noctuidae.